# Терезія Кісль
Терезія Кісль  (нім. Theresia Kiesl, 26 жовтня 1963) — австрійська легкоатлетка, олімпійська медалістка.

## Виступи на Олімпіадах
| Олімпіада      | Дисципліна         | Місце      |
| -------------- | ------------------ | ---------- |
| Барселона 1992 | біг на 1500 метрів | 12 h2 r2/3 |
| Атланта 1996   | біг на 1500 метрів | 3          |

## Зовнішні посилання
- Досьє на sport.references.com [Архівовано 5 квітня 2011 у Wayback Machine.]